# Noa Kirel
Noa Kirel (Hebreeuws: נועה קירל, Raänana, 10 april 2001) is een Israëlische zangeres. Haar ouders zijn van Ashkenazische (Oostenrijks-Joods) en Sefardische (Marokkaans-Joods) komaf.

## Biografie
Haar naam Noya werd toen zij drie maanden oud was op aanraden van een rabbijn gewijzigd in Noa. In juni 2020 tekende Kirel een platencontract bij het Amerikaanse platenlabel Atlantic Records waar ook onder meer Bruno Mars, Coldplay en Ed Sheeran onder contract staan en betekende de grootste en meest uitgebreide deal van een grote deal van een Israëlische artiest ooit. Kirel bracht tevens haar single Million Dollar uit via YouTube en bereikte meteen 1,1 miljoen views.
Met ingang van 2020 maakt Kirel onderdeel uit van het Israëlisch defensieleger en ook de militaire band genaamd Tzahal.
Ze is ook een actrice, schrijver (van liedjes) en danseres. 
Op 11 juli 2022 was Kirel de eerste artiest die bekend maakte deel te nemen aan het Eurovisiesongfestival 2023. Kirel neemt deel met het nummer Unicorn. Op 9 mei 2023 plaatste ze zich voor de finale op zaterdag 13 mei 2023. Ze behaalde de derde plaats.

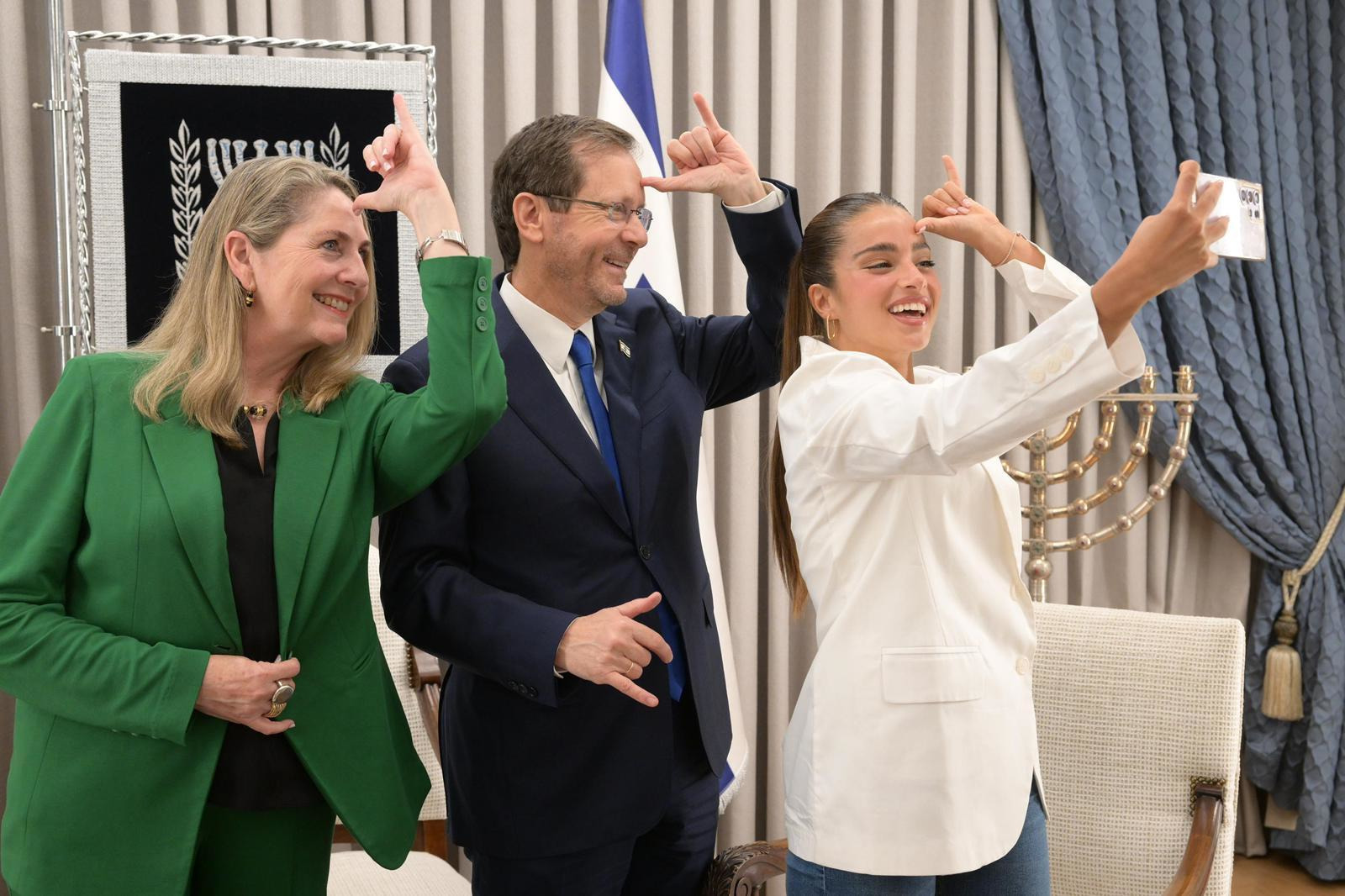
Noa Kirel (rechts), president Isaac Herzog en zijn vrouw Michal Herzog demonstreren het 'Eenhoorn'-gebaar tijdens een erebezoek van haar aan het presidentiële huis van de staat Israël in 2023

## Discografie

### Singles
| Single met eventuele hitnotering(en) in de Nederlandse Top 40 | Datum van verschijnen | Datum van binnenkomst | Hoogste positie | Aantal weken | Opmerkingen                                                                            |
| ------------------------------------------------------------- | --------------------- | --------------------- | --------------- | ------------ | -------------------------------------------------------------------------------------- |
| Unicorn                                                       | 08-03-2023            | –                     |                 |              | Nr. 74 in de Single Top 100, Israëlische inzending voor het Eurovisiesongfestival 2023 |

1973: Ilanit · 
1974: Poogy · 
1975: Shlomo Artzi · 
1976: Chocolad Menta Mastik · 
1977: Ilanit · 
1978: Izhar Cohen & The Alphabeta · 
1979: Gali Atari & Milk and Honey · 
1981: Hakol Over Habibi · 
1982: Avi Toledano · 
1983: Ofra Haza · 
1985: Izhar Cohen · 
1986: Moti Giladi & Sarai Tzuriel · 
1987: Lazy Bums · 
1988: Yardena Arazi · 
1989: Gili & Galit · 
1990: Rita · 
1991: Duo Datz · 
1992: Dafna Dekel · 
1993: The Shiru Group · 
1995: Liora · 
1998: Dana International · 
1999: Eden · 
2000: Ping Pong · 
2001: Tal Sondak · 
2002: Sarit Hadad · 
2003: Lior Narkis · 
2004: David D'Or · 
2005: Shiri Maimon · 
2006: Eddie Butler · 
2007: Teapacks · 
2008: Bo'az Ma'uda · 
2009: Noa & Mira Awad · 
2010: Harel Skaat · 
2011: Dana International · 
2012: Izabo · 
2013: Moran Mazor · 
2014: Mei Finegold · 
2015: Nadav Guedj · 
2016: Hovi Star · 
2017: Imri Ziv · 
2018: Netta Barzilai · 
2019: Kobi Marimi · 
2021: Eden Alene · 
2022: Michael Ben David · 
2023: Noa Kirel · 
2024: Eden Golan · 
2025: Yuval Raphael
- Gemeinsame Normdatei: 1270256726
- International Standard Name Identifier: 0000 0005 0616 9947
- MusicBrainz: 76a3b9fc-ebb1-44a7-86fc-aca8650320c2
- Nationale Bibliotheek van Israël: 987007372987305171
- Virtual International Authority File: 3304150943145426760000